# 超SD戰國傳 武神輝羅鋼篇
超SD戰國傳 武神輝羅鋼篇乃「超SD戰國傳」首部作品，承接「新SD戰國傳系列」故事，為「SD戰國傳系列」的第九部作品。

## 故事
故事背景發生在「SD戰國傳 超機動大將軍篇」後十五年， 當時魔星之子武羅星， 率領魔將組成「百鬼夜行眾」， 在天宮到處肆虐。其中一名失去記憶的武者， 一心想拯救在被魔將魔殺驅威脅的影舞亂夢皇子雷龍時， 突然被「輝羅鋼」鎧甲包圍， 將魔將消滅。而這名武者， 也因鎧甲上有刻有「零」字， 被稱為「天零頑馱無」。

## 登場人物

### 頑馱無軍團
經歷「魔星之亂」後， 天宮百廢待興。失去弟弟號斗丸及幼子武威之助的飛驅鳥大將軍， 重掌管治大權。
（事實上武威之助並沒有死亡，相傳是在前次與魔星大戰中被魔星當成親生兒子養育，後來成為武羅星，至於為何要這麼做並無交代。）
時間經過十五年， 飛驅鳥大將軍已經退隱山林， 大將軍一職， 由長子武威凰繼承。人稱「頑馱無軍團智將」的百烈將頑馱無， 繼續擔任輔助角色。然而， 當年被打敗的魔星餘部， 如今已高舉「百鬼夜行眾」的反旗， 在各地發動攻勢……
- 武威凰大將軍（原創設計，以三代目大將軍為藍本）

本篇大將軍、飛驅鳥大將軍及奧方長子。精通歷史。雙翼「對翼鳳凰」，寄宿「光鳳」、「輝鳳」兩只守護獸，為結晶鳳凰化身。
（有一說是當初飛驅鳥為了兩個兒子所以留下了兩隻鳳凰，而後由於以為武威之助已死，因此將兩隻鳳凰都交由武威凰使用。）
除可變形成「輝星鳳凰」，更可與轟炎王「機動甲胄」結合成「轟炎武威大將軍」。
武威凰大將軍是集合多款歷代角色設計的角色（昔日大將軍剔除藍色，以白與金色為主調; 類似三代目大將軍的巨大目牙炮、盾牌。），而X字飛翼、藍本是來自「勇者傳說」中，有著相同特徵的主角「雷霆達鋼號」。獅子型「機巧甲胄」給合的「轟炎武威大將軍」的設定，其實是來自此作品中雷霆達鋼號與獸王合體成傳說雷霆達鋼號的設定。
- 奧方

飛驅鳥大將軍之妻、武威凰兄弟之母。只出現在武威凰大將軍說明書中。
- 鐵機武者爆進丸（鋼丸+ZZ+Mass Production Type Z Gundam）

實驗型鐵機武者（零號機）。「超機動大將軍篇」中出現、後來被風雲再起擊毀的鐵機武者鋼丸，為其後繼機一號機。同為七人超將軍將軍之一爆流頑駄無所製造。由於鐵機心得沒有「人格」設定，最初只為一台沒感情的鐵機。為著獲得「人格」而展開修行旅程。中途遇到「新生四天王」。不久，在旅程中被百鬼夜行眾捕獲並遭洗腦，最後得到轟炎王幫忙，才擺脫洗腦，並加入天零一行人。
零號機爆進丸及一號機鋼丸，又名「力之爆進」及「技之鋼丸」，乃取材自「幪面超人」（假面超人）一號、二號類似的稱號「技の1號・力の2號」。與鋼丸同樣可分解為「鬥霸五人眾」支援裝備——目牙走機零零七式（007即是量產型Z Gundam編號「MSZ-007」）、灼熱龍炮、激．大目牙爆星、璽威幻影形態、爆陸亂散破天。
- 新凰頑馱無（GX-9900 Gundam X）

武羅星被好友刀流義守， 從闇元帥狀態下解放出來後， 獲得友情力量後、猶如副將軍一樣的新姿態，與擁有太陽力量的兄長舞威凰相反， 新凰擁有月光之力。被解放後， 轉而對抗操縱自己的真闇元帥。
雖然擺脫操縱， 但對養父魔星仍然十分敬重。
- 大旋鬼超將軍（荒鬼/牙流紅具：紅勇士）

別名「紅之旋風超將軍」。化身成「武者牙流紅具」， 潛入百鬼夜行眾收集情報、及進行內部破壞工作的超將軍。飛驅鳥大將軍的時代， 已擁有以一敵百的實力。能使用故鄉洞窟中祭祀的武器「旋風回轉極樂」。
P.S.（漫畫設定荒鬼為大旋鬼前身）
- 擊流破超將軍（爆流）

別名「使用大炮的鋼超將軍」。爆流頑馱無門下學習的武者， 後來獲武威凰大將軍封為超將軍。在某次研究中發生意外， 全身被白鋼覆蓋， 更擁有強力武器「爆炎打擊炮」。

### 天動五人眾
- 天零頑駄無（XXXG-00W0 WING ZERO）（NO.158）

失去記憶的武者，真正身份是「鬥霸五人眾」之一、武者號斗丸之徒弟。一次師徒練習，邪麗偷襲號斗丸，天零替號斗丸擋下致命一擊，命懸一線，號斗丸遂請求羽荒斗頑駄無以天界秘術拯救他：即號斗丸以自己身體換取天零，二人精神則合一。最後天零雖保住性命，但記憶全失；而失去身體的號斗丸，靈魂則沉睡於武神像內。在魔殺驅襲擊雷龍一行人時，天零在無意識之際召來「輝羅鋼之神器」，將魔殺驅消滅。原不記得自己名字，後來獸破根據鎧甲所刻「零」字，取名為「天零」。最後在結晶鳳凰的引導與同伴、號斗丸的幫助下，出世成為輝神大將軍 獅龍凰。
武器﹕
第二型態:「鬼刃閃空斬」。
第三型態﹕輝羅鋼裝備型態—號斗丸在天零體內的意識覺醒型態
- 雷龍頑駄無（XXXG-01S2 Altron Gundam）

別名「雷之王子」，影舞亂夢龍帝·頑馱無白龍大帝 之子。原本打算到天宮作親善訪問，卻遇上魔殺驅來襲。
可變成「神龍雷擊波型態」，施放必殺「神龍雷擊波」。
由於白龍大帝是老來得子，雖然輩分上與飛驅鳥、號斗丸相同，但年紀卻與武威凰等人接近。外傳短篇「天動之神器」漫畫中，曾出現雷龍與闇元帥的合體型態。
- 獸破頑駄無（XXXG-01H2 Gundam Heavyarms）

武零斗忍軍的變裝忍者、武威凰大將軍直屬將領，小時候已開始修練忍術，習得變成動物的忍法。現時效力於武威凰大將軍，平時化身成白虎，如影子一樣守護大將軍。
影舞亂夢王子·雷龍作親善訪問時，擔當迎賓使者，突然遭到百鬼夜行眾襲擊。後來被神秘武者所救。由於獸破見到他的盔甲上刻有「零」字，就取其名為「天零」。
武器﹕
第二型態﹕白虎型態
必殺:「疾風鬬刃之術」。
- 碎牙頑駄無（XXXG-01D2 Gundam Deathscythe Hell

/碎虎導牙型態：MSN-04 Sazabi/碎虎導牙名稱：NZ-222 Psyco Doga）
「堂我流一族」出身，百鬼夜行眾·碎虎導牙的真面目，由於魔將璽惡以亡師之子作人質，不得已加入百鬼夜行眾。後來百烈救出小兒子，為報答恩情，決意加入頑馱無軍團。
武器﹕
第二型態﹕「碎虎導牙」型態
必殺:「回天大切亂舞」。
- 百烈將頑駄無（oz-12sms Taurus/飛翔爆炎撃型態：Taurus）

百士貴一族後裔， 人稱「頑駄無軍團的右腕」、「青之智將」，即使情況危急，仍不失冷靜的名軍師。由飛驅鳥大將軍時代起，已擔任將頑駄無一職；到武威凰繼位，繼續擔當輔佐角色。為守護百姓，在天宮各地討伐百鬼夜行眾。十五年前魔星作亂， 亦有參與戰鬥，指揮輝槍、瞬刃、亂弓、迫炮四隊部隊。
流派「百式·朧·大蛇流」，名稱據說與電玩遊戲「拳王」中草薙京的招式「百式 鬼燒」、「百壹式 朧車」、「裏百八式 大蛇薙」有關。
武器﹕新破守馱炮
第二型態﹕飛行戰鬥模式「飛翔爆炎撃發射型態」
必殺﹕飛翔爆炎撃
- 神秘的武神像

「天動五人眾」所持武神像部件，組合後復活的姿態。實際上為號斗丸所依附之神像，他更以此指引眾人，認清武羅星真正身份。
- 輝神大將軍·獅龍凰（NO.167）

武威凰大將軍與信任天零的同伴合作下，所組成的新八絃之陣，讓天零轉生成為輝神大將軍 獅龍凰、集結天宮（鳳凰）、影舞亂夢（龍）、赤流火穩（獅）三國守護獸力量而成的大將軍。如當初飛驅鳥大將軍引導號斗丸一般，在這篇中號斗丸引導天零擁有變化成獅龍鳳型態，獅龍鳳型態所使用的必殺技「閃光輝獸擊」，由光的能量覆蓋全身後朝敵人突進的必殺技。消滅真闇元帥後。而號斗丸轉生成天界武者新號斗丸<獅龍凰輕裝型態>，最後伴隨羽荒斗返回天界，天零則繼續生存下來。 天宮之國也恢復了以往的和平。
同時獅龍凰更可使用刀流義守的大刀及新凰的月光炮。
第二型態﹕閃光輝獸擊型態—獅龍凰一如其名、變成擁有獅、龍、凰的三頭獸。
必殺﹕閃光輝獸擊—以三國守護獸合力發動的近身撞擊，可以對黑暗角色施予重創。

### 新生四天王
- 疾風之真紅主（GF13-006NA Gundam Maxter）

「魔星之亂」後，真紅主進行更嚴格修行，最終獲得「風之鎧」，轉生成新生四天王之一。
單行本未有登場。
- 火炎之輝龍（GF13-011NC Dragon Gundam）

「魔星之亂」後，輝龍頑馱無並無返回祖國影舞亂夢，而是留在天宮之國。其後他在火炎山進行修行，身處山上四處熾熱的火焰，令輝龍領略到火炎的真理，繈而喚醒傳說中「火炎天」的鎧甲，轉生成「火炎之輝龍」。
單行本中，於雷龍到達天宮之國訪問時，前來迎接。但中途遇到復活魔殺驅，一度陷入苦戰。
- 密林之鷺主（GF13-009NF Gundam Rose）

獲傳授「隼天王」神器後，鷺主決定定居天宮之國。相信自己繼承四天王之鎧的命運，進行著更嚴格的修行。某天身處自然環境中，一只小鳥與鷺主發生心靈互通，之後便化成「林之鎧」，並裝在他身上。
單行中作為天零同伴身份登場。
- 巨山之冒流刀（GF13-013NR Bolt Gundam）

在神器引領下，天宮逐漸走向和平。冒流刀因而回到故鄉。某夜夢中，他看到天宮之國再次陷入戰亂之中，翌日醒來時，「山之鎧」便出現在眼前。所以冒流刀便再次回歸天宮，向烈帝城進發。
單行本未有登場。

### 赤流火穩
赤流火穩國， 經過數十年前「天之島墜下事件」後， 國力逐漸恢復。昔日英雄阿修羅王， 此時已經有30名子女， 幼子兼唯一嫡子、頑馱無轟炎王， 亦來到天宮之國……
- 頑馱無轟炎王（Sandrock Gundam）

赤流火穩國王、阿修羅王之幼子（在其之上有29位姊姊，模型漫畫未有登場，前作「超機動大將軍」單行版本曾經出場的農鈴，為轟炎王其中一位姊姊，排行不明）。
專用裝備「鋼鐵獅子」，由翔破頑馱無（不知火）製作，可變成「機動甲胄」，同時能武威凰大將軍，結合成「轟炎武威大將軍」。
造型來自「天空戰記」的「天王日向」。另外，「鋼鐵獅子」與「BB戰士三國傳 戰神決鬥編中的巨神象．金剛夜迦，有著相似的設定，既是機械獸，亦可變成人型鎧甲。

### 百鬼夜行眾
前身為魔星大將軍餘部。魔星戰敗後， 由鬼魔將·邪麗將餘部組織起來。為使軍團出師有名， 便推舉魔星養子武羅星為領袖。由於軍團多由妖怪、惡魔等魑魅魍魎所組成， 故取名「百鬼夜行眾」。

#### 首領

##### 武羅星軍團
百鬼夜行眾首領武羅星親率的「斬進隊」，與一般軍團不同，作為隊長，並不帶兵，卻經常獨自行動。雖然如此，軍團成員都是由堂堂正正的武者組成。
- 武羅星/武威之助-->頑馱無闇元帥（OZ-13MS Gundam Epyon）

十五年前魔星發動叛亂，將飛驅鳥大將軍石化。當時，魔星發現飛驅鳥大將軍之幼子、武威之助，非但沒有趕盡殺絕，更納為養子。
時移世易，武威之助日漸長大，與好友刀流義守，一同繼承魔星武學。對出身全然不知的他，視魔星為父親，並十分尊敬之。
然而，以號斗丸（叔父）為首之「鬥霸五人眾」聯手，將魔星打敗。天下再次回歸頑馱無軍團手上。魔星軍團餘部被逼下野。武威之助繼承義父部將，為了令父親被殺的頑馱無軍團報復，決意重整旗鼓，伺機反擊。
數年後，飛驅鳥大將軍選擇歸隱山林，由長子（也是當時唯一兒子）武威凰繼任為大將軍。而武威之助亦更名為「武羅星」，在參謀邪麗協助下，以妖術召來魔殺驅、璽惡等亡靈武者，魔星軍團亦改名「百鬼夜行眾」，打著扳倒頑馱無軍團旗號、在天官各地發動武裝叛亂。
得悉事態的武威凰大將軍，率領「天動五人眾」等人，直攻其本陣，並與武羅星作兄弟對決。但就在兩人勢成水火之際，武神像出現，並指出武羅星真正身份，正是十多年前早已死於戰亂的大將軍之弟武威之助。百烈將頑馱無本想以「邪滅之矢」將武羅星由邪惡中解放出來。一心想利用兄弟相爭，以收漁人之利的邪麗，眼看奸計敗露，竟與武羅星融合、成為「頑馱無闇元帥」，令雙方戰事更加白熱化。
不忍好友被操控，刀流義守決定化身成大刀，將武羅星由闇元帥身上救走。闇元帥殘軀，再次變化成真闇元帥。而武威之助獲得兄長武威凰的力量，轉生成「新凰頑馱無」。
武器﹕魔刃刀
必殺﹕
斬進隊
蘇芳鬼（ZM-S09G Tomliat）
武羅星直屬的「鬼」，裝備羽翼，可在空中攻擊。擅用斧頭進行格鬥戰，肩上鬼面曾用來操縱鐵機武者爆進丸，倒戈進攻烈帝城。
「機動武者大戰」中，為霸道闇軍團中空魔隊的成員。
必殺為「寸裂斬」。
削岩龜（MS-13 Gasshia）
斬進隊員。頑強的身體由堅硬的裝甲覆蓋，能夠在敵陣發動突擊。
必殺技為「大槻火球」。
「機動武者大戰」中，為霸道闇軍團中武裝隊的成員。
牙鬼（ZM-S06G Zollidia）
斬進隊員。動作敏捷，足以玩弄敵人。
必殺為以雙手鋼爪使出的「牙鬼斬」、以及左肩鬼面發射「黑炎彈」。
「機動武者大戰」中，為霸道闇軍團中空魔隊的的成員。

#### 四魔將
是頑馱無闇元帥手下、統領各魔將的四位軍團幹部總稱。邪麗是闇元帥復活前的角色，因此亦為眾軍團實際上領導者。除了刀流義守，其餘三人皆為魔將，並受闇魔神力量影響。

##### 邪麗軍團
由集合奸計及美貌的邪麗率領，作為百鬼夜行眾實際首領，麾下亦擁有陸上作戰的車輪軍團。
- 鬼魔將·邪麗/御麗（[AMX-004 Qubeley]）--->真闇元帥（AMX-002 （AMA-X2） Neue Ziel+OZ-13MS Gundam Epyon）

原名「御麗」的巫女，後來被闇魔神附身，變成「魔將邪麗」。擁有妖艷的美貌及奸狡的計謀。表面上以參謀角色，支持武羅星向頑馱無軍團復仇，實際上卻不斷向武羅星，灌輸「殺死父親魔星的兇手，是頑馱無軍團」的思想，潛移默化下，令武羅星更堅決與頑馱無軍團對抗。目的是為了利用武羅星的仇恨，與頑馱無軍團相爭，在兩敗俱傷之後，他/她便可收漁人之利，坐擁天下。武羅星不過是他奪取天下的一只棋子。
不過，邪麗的奸計，卻被突然出現之武神像所識破。為免功敗垂成，邪麗決定與武羅星融合，成為「頑馱無闇元帥」。雖然如此，在武羅星好友、刀流義守攻擊下，武羅星仍被救走。失去傀儡的闇元帥，唯有變身成「真闇元帥」，作終極反擊。最後在「輝神大將軍獅龍凰」之下，再一次敗倒。
真闇元帥的設計概念，是來自「武者七人眾」中，闇將軍初稿中，擁有兩對手臂的版本。
牙車髑髏（ZM-S24G GEDLAV+Einerad）
邪麗軍團所屬的「鬼」，以使用巨大車輪進行一擊脫離戰法見稱。即使面對惡劣地形，車輪亦能克服，尤其在沙地上，更能將優勢盡情發揮。
「機動武者大戰」中，為霸道闇軍團中陸戰隊的的成員。
錻力車（ZM-S21G BRUCKENG+Einerad）
邪麗軍團屬下、活躍於陸戰的「鬼」。與牙車髑髏使用同一種巨大車輪，就算在顛簸不平的地型，亦能以高速行走。
「機動武者大戰」中，為霸道闇軍團中陸戰隊的的成員。
旋風鬼（AMX-004G （AMX-017） Qubeley Mass Production Type）
邪麗軍團手下，控制「風」的女忍者，一身黑色忍者裝束，擅長在黑夜進行機密行動。同時，以妖艷美貌為其武器。
「機動武者大戰」中，為霸道闇軍團中風撃隊的的成員。

##### 璽惡軍團
十五年前魔星開啟魔界之門時，由魔界逃出的璽惡，加入「百鬼夜行眾」後成為四魔將之一。成員以卑鄙及豪快戰技見稱。其縝密的作戰計劃，亦是成員行動的依據。然而仍為亡靈的璽惡，極之畏懼陽光，因此只能在夜間行動。
- 亡靈魔將·璽惡（PMX-003 The-O）

「風林火山篇」中闇之五人眾武者，因為十五年前「魔星之亂」中魔星打開魔界之門而復活，卑鄙性格始終不變，更要挾碎牙頑馱無師父之子，逼使其加入百鬼夜行眾，在日間時段實力會大幅減弱。
迅雷（RMS-099B Schuzrum Dias）
亡靈武將璽惡率領的一鬼，利用背中集雷裝置，將電流匯入槍尖，便可便出必殺技「稻妻斬」。
雷雲（MSM-04G Juagg）
璽惡軍團成員，與迅雷一樣，可操縱電流，並以雙手電鞭發動攻擊。必殺技為將電流集合雙手的「痛電擊」。
傀儡入道（JMA27T Fantoma）
璽惡軍團旗下的妖怪，身形巨大而且有飛行能力，以邪眼為其主武器來迷惑敵  人。
「機動武者大戰」中，為霸道闇軍團中咒術隊的妖怪。

##### 魔殺驅軍團
由獲得「霸道變幻之術」的魔殺驅所率領的赤之軍團。由亟欲向頑馱無軍團報復的武者組成。
- 赤魔將·魔殺驅（魔殺驅）

徘徊在地獄中的「真紅之闇將軍」，在「輝羅鋼」篇中，受到闇魔神的引誘，成為魔將之一。並修習到能夠自由變成霸道武者的「霸道變幻之術」，但其身體未能回復至完美狀態，所以不能長時間使用「霸道變幻之術」。
2006年推出的電腦動畫「高達 進化」（Gundam Evolve）第十四集中，魔殺驅作為武者頑馱無對手出現，此版本亦沿用輝羅鋼編設定，能夠自由變化成巨大武者。
真赭鬼（ZM-S08G Zolo（古羅洛古専用））
魔殺驅軍團旗下的赤鬼。擅長由空中發動攻勢。通曉法術以外，更精於以刀及鐵棒進行肉搏戰。
「機動武者大戰」中，為霸道闇軍團中空魔隊的成員。
爪鬼（ZM-S06S Zoloat）
魔殺驅手下`赤魔將旗下一「鬼」。擅長忍術，利用肩甲內藏的巨爪·魔爪發動攻擊。
「機動武者大戰」中，為霸道闇軍團中忍者隊的的成員。
砲壞（MS-06F Zaku II+移動砲台Skiure）
魔殺驅手下，「殺驅一族」後裔。利用移動炮台「龍卷炮台」，作為「百鬼夜行眾」後方支援角色。
操砲手外表為新生闇軍團「熱鬼兵」，相信與首領魔殺驅有關。
必殺為「歪旋閃光」。
「機動武者大戰」中，為霸道闇軍團中武裝隊的的成員。

##### 刀流義守軍團
- 刀劍魔將·刀流義守（OZ-00MS Tallgeese）

「百鬼夜行眾」一鬼、四魔將之一，與武羅星（武威之助）同樣在魔星門下一同學武、一起成長，兩人早已成為莫逆之交。
嗜好收集刀劍。
下忍三人眾（OZ-06MS Leo）
仕奉刀流義守、「百鬼夜行眾」直屬下忍集團，由主力格鬥戰、擅用投擲武具「硬刃之笠」的「鬥」（Shield裝備）、擅長炮術的「擊」（Dober Gun裝備）及精於劍術的「斬」三人組成。可因應戰局支援刀流義守。
由「刀流義守」輕裝所替換而成。

## 用語解說
結晶輝羅鋼
可自由翱翔天地間，割破地上萬物，擁有神秘力量，超越人類認知的天上秘寶。（譯自天零說明書）
輝羅鋼最早出現於十五年前「超機動大將軍」一役中「輝羅鋼之翼」，故事中被設定為極之堅硬的金屬。後來天零亦有類似裝備，一度令眾人大惑不解。
神田版漫畫中，赤流火穩亦有一塊輝羅鋼礦石，後來被雕刻成該國守護神獅子。
輝羅鋼與普通電鍍零件不同，是應用名為IMR，即是模內漾印技術，將電鍍圖案直接印刷到零件上面，效果多彩豪華，但礙於成本及製作困難，2010年復刻版，便改以貼紙（輝羅鋼極彩貼紙）重現。
獅、龍、凰
獅、龍、凰分別為赤流火穩、影舞亂夢及天宮之國守護神。之所以選擇這三種動物， 其實與三國所屬文化圈（印度、中國、日本）有關。然而赤流火穩正式確立以獅子為守護神，卻始於「武者輝羅鋼」。
天界秘術
號斗丸為拯救瀕死的徒弟天零，決定向天界使者·羽荒斗請求，將自己的靈魂注入天零體內，令其復活。代價是被注入者會失去所有記憶。因此，天零一出場時，記憶全無。
至於以靈魂換取天零生命的號斗丸，附於天零體內，亦陷於沉睡中。雖然如此，在武神像覺醒、輝羅鋼神器附上天零身體時，號斗丸就會甦醒。最後，號斗丸介由天零集合三國守護獸，演進成「輝神大將軍獅龍凰」。
大戰結束後，天零與號斗丸終於才一分為二。
闇魔神
「七人超將軍篇」中化身成遮光，最後被大鋼擊破的闇魔神，同樣是「傳說之大將軍篇」的闇帝王。橫跨數十年的邪惡生命體，被消滅後，可在一定時間後重新復元，不單能夠變成不同形狀，更能進入武者體內，以替身姿態出現、甚至進行融合，將力量推至最強。

## 其他作品
PS機動武者大戰
PS遊戲， 舞台設於「超機動大將軍」及「武神輝羅鋼」之間十五年的故事。因此兩編故事的部份角色亦會出現。

### 人物簡介

#### 霸道闇軍團
以黑蝙蝠及其十三人眾為首，名下有空魔隊、忍者隊、武鬥隊、雷擊隊、風擊隊、武裝隊、陸戰隊、炎魔隊、水魔隊、冰魔隊、妖魔隊、武鬥隊、咒術隊同特殊部隊，其手下有部份是「新SD戰國傳 傳說之大將軍篇」中「前新生闇軍團」同「武神輝羅鋼篇」中「百鬼夜行眾」的成員及妖怪。

##### 十三人眾
銀翼（MSN-02 Zeong）
空魔隊隊長，長有羽翼的武者，屬性金，擁有與僅次於黑蝙蝠的敏捷力。
斬鬼（MSN-03[Q.P] Jagd Doga[姬絲專用]）
忍者隊隊長，經常身先士率的行動派，在軍團中有著最高強的機動力，與豔麗關係微妙。
隼天狗（ZMT-S16G Memedorza）
武鬥隊隊長，好戰的危險人物。
幻牙怒憎（ZMT-S28S Gengaozo）
雷擊隊隊長，其姿態猶如雷神降臨，擁有最強防禦力，時常與斬首一同行動。
斬首（ZMT-S29 Zanneck）
風擊隊隊長，令人聯想起風神的武將，時常與幻牙怒憎一起作戰。
艷麗（ZMT-S33S Gottrlatan）
武裝隊女隊長、斬鬼十分戀慕的人物，法術戰高手，「心力」奇高。
紅蛇蝎（ZMT-S34S Rig Contio）
炎魔隊隊長，性格衝動。
輪入道（ZM-S20S Jabaco）
陸戰隊隊長，猶如戰國時代的暴走族。
冰鐮
冰魔隊隊長，與紅蛇蝎相反，性格冷酷無情，重視法術戰。
亂飢龍（ZMT-A31A Dodgore）
水魔隊隊長，擅長水戰。
虎狼角（MS-07B Gouf）
冰魔隊隊長，軍團中唯一有變形能力的成員。變形後力量超群。
黑蝙蝠（RX-178[Titans] Gundam Mk II[泰坦斯]）
十三人眾頭目、特殊部隊隊長，
黃金蜘蛛（GF13-083NCB Arachno Gundam）
特殊部隊副官，雖然是黑蝙蝠的手下，卻擁有比上司更強的防守力。
幻妙（GF4-001NE Pharaoh Gundam IV）
妖魔隊副官，袖口中有一條蛇隱伏著。
鋼殼（ZM-D11S Abigor）
武鬥隊副官，熱血、豪爽、討厭失敗的武者。
蜃鬼狼（ZM-S22S Rig Shokew）
咒術隊隊長，操縱武零斗忍軍、彗仙的「影之副官」。擁有絕色美貌的強者。

### 其他人物
蛇蝎（ZM-S14S Contio）
炎魔隊的成員。
蟹入道（MAM-07 Grabro）
水魔隊的妖怪。
花蝶扇（ZMT-A30S Birknau）
炎魔隊的妖怪。
冰蟲（ZM-S19S Shy-Tarn）
冰魔隊的成員。
蜈蚣（MW544B Sandhoge）
妖魔隊的妖怪。
海星（ZMT-D15M Galguyu）
水魔隊的成員。